# Camp de concentració d'Ohrdruf
El Camp de concentració d'Ohrdruf fou un camp de concentració nazi situat a la ciutat d'Ohrdruf, Alemanya.
El 1936 va introduir aquí el Correu imperial un centre directiu de telèfons. En 1941-1942 es va instal·lar un petit camp de presoners de guerra russos. En la tardor de 1944 es va fer càrrec del camp les SS, que va instal·lar en el terreny del camp un comando extern de Buchenwald, amb el nom d'Ohrdruf S III ("Ohrdurf-Nord"). Els treballadors en règim d'esclavitud van construir aquí una Caserna de Comandament subterrani per a Adolf Hitler. A més van ser forçats a excavar extensos túnels i complexos de defensa subterranis. Al març de 1945 aquest camp albergava 11.700 presoners.
D'acord amb el llibre escrit per l'historiador alemany Rainer Karlsch i publicat el 2005, Ohrdruf podria haver estat una de les seus on els nazis van provar el seu projecte d'energia nuclear, matant en el procés a diversos presoners de guerra sota la supervisió de les SS. Aquesta investigació, però, no és unànimement acceptada.
El 30 de gener de 1945, durant els crims de finals de guerra, van ser transportats a Belsen-Belsen 1.000 treballadors forçats. Durant aquesta operació, la majoria d'ells moriren.
El 2 d'abril de 1945 la major part dels interns va ser obligada a cobrir a peu, i sota la vigilància dels guardians SS, els 51 km que el separen de Buchenwald. Amb prou feines es pot calcular el nombre de presoners que durant aquesta marxa van caure i van morir o, millor dit, van ser executats pels vigilants SS.
El 4 d'abril de 1945 el camp va ser pres per la 4a Divisió de Tancs nord-americana, que va instal·lar-hi un camp de pas per als presoners russos alliberats. El Camp de Mort d'Ohrdruf va ser així el primer camp de concentració nazi que va ser alliberat per l'exèrcit americà.
El camp de treballs forçats Ohrdruf va arribar fins i tot a ser visitat pel general Eisenhower, que es va obstinar a fer que tant les seves tropes com la població civil havien de contemplar amb els seus propis ulls durant els dies següents aquest centre de crims nazis.
En veure'l, el general Patton es va trobar malament i el mateix Eisenhower es va descompondre. El mariscal de camp de l'exèrcit americà va obligar a l'alcalde de la ciutat i la seva dona a fer aquesta visita. En arribar de tornada a casa, tots dos es van suïcidar. Els soldats nord-americans van obligar la població a enterrar els cadàvers dels internats i a netejar totes les instal·lacions. Pràcticament, cap habitant de la localitat es va salvar de veure amb els seus propis ulls l'horror que havien ocasionat a gent innocent. El juliol de 1945 els nord-americans van lliurar aquesta zona a l'exèrcit soviètic.

## Galeria

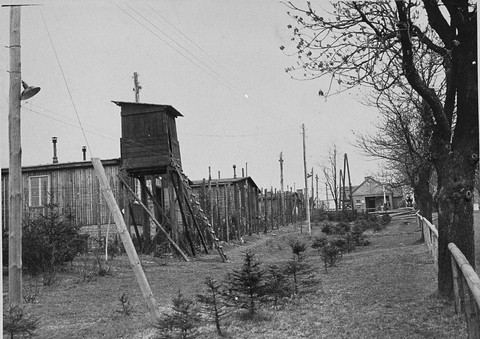
Una secció del camp de concentració. Es pot apreciar una torre de vigilància, una caserna i filferro de punxes.
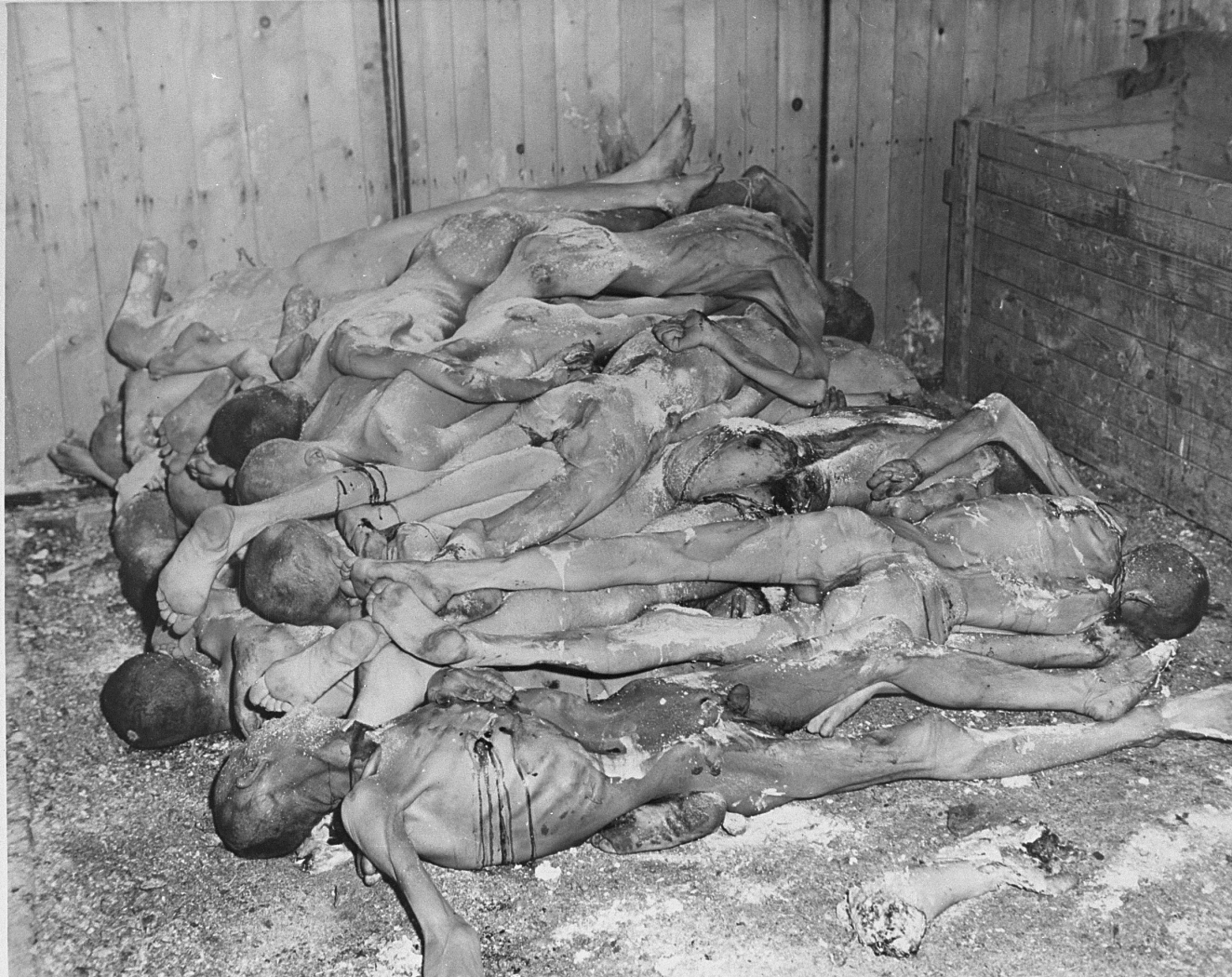
Víctimes